# Philippe de Lorraine
Philippe de Lorraine, dit le « chevalier de Lorraine », né en 1643 et mort le 7 décembre 1702, fils cadet d'Henri de Lorraine, comte d'Harcourt et de Marguerite Philippe du Cambout, est un gentilhomme français, membre de la Maison de Lorraine, favori et mignon du duc d'Orléans, Monsieur, frère du roi Louis XIV.

## Biographie

Baldassare Franceschini, Ganymède, musée des beaux-arts de San Francisco. Portrait du Chevalier de Lorraine dépeint en Ganymède.

Cadet d'une Maison souveraine, le chevalier de Lorraine était titulaire de quatre abbayes (Saint-Père de Chartres, Tiron, Saint-Benoit-sur-Loire et Saint-Jean-des-Vignes de Soissons). 
On le disait beau comme un ange mais dénué de tout sens moral. Il fut l'amant du frère du roi (son aîné de trois ans) dès 1665 et fut logé par celui-ci à Paris au Palais-Royal. Il eut, du fait de son statut, de fréquents démêlés avec les épouses de Monsieur et il intrigua autant contre Henriette d'Angleterre que contre la princesse Palatine afin de semer la zizanie dans le couple princier et d'empêcher Monsieur d'accorder quelque confiance à ses épouses.
Exilé à Rome à la demande de la première épouse de Monsieur, Henriette d'Angleterre, il fut soupçonné de l'avoir fait empoisonner (1670), avec l'aide d'un autre favori de Monsieur, le marquis d'Effiat. Monsieur ne consentit à se remarier qu'en échange de la rentrée en grâce de son favori et de son retour à la cour. Débauché, il fut également compromis dans le meurtre d'un jeune marchand de gaufres qui se refusait à se laisser abuser par sa clique. 
Il provoqua la colère du Roi en « initiant » très jeune son fils, Louis de Bourbon, comte de Vermandois, et au moins un prince du sang (1682) mais le roi utilisa également son influence pour faire consentir le duc d'Orléans au mariage de son fils aîné Philippe avec Mademoiselle de Blois, une bâtarde royale (1692).
Vieillissant, il se maintint dans les grâces du duc d'Orléans en lui fournissant de jeunes amants.
Si le duc d'Orléans était – semble-t-il – réellement épris, la réciproque était loin d'être vraie, et le prince s'est sans doute fait manipuler par le chevalier tout au long de leur relation.
Il eut aussi des maîtresses, dont Mademoiselle de Fiennes qui eut un enfant de lui ainsi que la princesse de Monaco. Selon Saint-Simon, il aurait épousé secrètement sa cousine Béatrice-Hiéronyme de Lorraine, dite Mademoiselle de Lillebonne.
À la fin de sa vie, Philippe de Lorraine avait perdu une grande partie des meubles de son appartement au Palais-Royal et de sa résidence de campagne (remplis de dépouilles du Palatinat), ses quatre abbayes, et tout l’argent qu’il avait obtenu (plus ou moins avec permission) des caisses de l’État, par le jeu d'argent et l'exploitation par ses mignons. Trois ou quatre ans avant la mort de Monsieur, il fait la paix avec Madame. Il meurt d’une crise d'apoplexie tandis qu’il racontait à des dames ses débauches de la nuit précédente.

### Sources et bibliographie
La principale biographie sérieuse sur le chevalier de Lorraine est constituée par le magnifique livre érudit suivant :
- Joan Pieragnoli, Le Chevalier de Lorraine, PUF, 2025.

On pourra également consulter pour la vision plutôt caricaturale :
- Didier Godard, Le Goût de Monsieur. L'homosexualité masculine au XVIIe siècle, Montblanc, H & O, 2002.
- Dirk Van der Cruysse, Madame Palatine, princesse européenne, Paris, Fayard, 1988, 748 p.   (ISBN 2-213-02200-3).